# Coleophora kyffhusana
Coleophora kyffhusana is een vlinder uit de familie kokermotten (Coleophoridae). De wetenschappelijke naam is voor het eerst geldig gepubliceerd in 1898 door Petry.
De soort komt voor in Europa.